# ویرجینیا فاکس (بازیگر)
ویرجینیا آگلسبی زانوک (انگلیسی: Virginia Oglesby Zanuck؛ ‏ ‎/ˈzænək/‎؛ ‏ ۲ آوریل ؟؟؟؟ – ۱۴ اکتبر ۱۹۸۲) بازیگر اهل ایالات متحده آمریکا بود. وی بین سال‌های ۱۹۱۵ تا ۱۹۲۹ میلادی فعالیت می‌کرد.

## فیلم‌شناسی
- لاو نست (۱۹۲۳)
- پلیس‌ها (۱۹۲۲)
- آهنگر (۱۹۲۲)
- خانه برقی (۱۹۲۲)
- رنگ‌پریده (۱۹۲۲)
- بز (۱۹۲۱)
- همسایه‌ها (۱۹۲۰)
- پائین مزرعه (۱۹۲۰)
- یک دزد دریایی زیرآبی (۱۹۱۵)